# Csaba Böjte
Csaba Böjte (n. 24 ianuarie 1959, Cluj, România) este un călugăr franciscan, scriitor și activist social din România.

## Familia și studiile
Tatăl său a fost deținut politic în timpul regimului Ceaușescu, condamnat la 7 ani de închisoare pentru scrierile sale.
Csaba Böjte a fost primit în anul 1982 în Mănăstirea franciscană din Șumuleu Ciuc.
În anul 2022, fundația Sfântul Francisc din Deva fondată de Böjte Csaba ajunsese să aibă în grijă peste 2.500 de copii în 26 de instituții. Ca urmare, călugărul franciscan Böjte Csaba, de la Mănăstirea franciscană din Deva, a fost nominalizat la Premiul Nobel pentru pace pe anul 2022 de ministrul Resurselor Umane din Ungaria, Miklós Kásler. 